# Carlo Cagnone
Giovanni Carlo Domenico Cagnone (Front, 11 ottobre 1794 – 11 novembre 1862) è stato un funzionario e politico italiano.

## Biografia
Figlio di un notaio, si laurea in giurisprudenza ed entra nella magistratura piemontese nel 1833. È stato sostituto procuratore generale, intendente della provincia di Novara, consigliere e presidente di sezione del Consiglio di Stato. Secondo il sito ufficiale del comune di Front è deceduto a Torino nel 1866.